# Acinula
Acinula — рід грибів. Назва вперше опублікована 1822 року.

## Класифікація
До роду Acinula відносять 1 вид:
- Acinula candicans